# Клемби (Пижицький повіт)
Клемби (пол. Kłęby) — село в Польщі, у гміні Варниці Пижицького повіту Західнопоморського воєводства.
Населення — 138 осіб (2011).
У 1975-1998 роках село належало до Щецинського воєводства.

## Демографія
Демографічна структура станом на 31 березня 2011 року:
|          | Загалом | Допрацездатний вік | Працездатний вік | Постпрацездатний вік |
| -------- | ------- | ------------------ | ---------------- | -------------------- |
| Чоловіки | 68      | 6                  | 58               | 4                    |
| Жінки    | 70      | 8                  | 42               | 20                   |
| Разом    | 138     | 14                 | 100              | 24                   |